# 종부시
종부시(宗簿寺)는 1401년에 설치된 조선시대 관청으로 이조 속아문이다.

## 업무
조선시대 왕실의 계보인 선원보첩(璿源譜牒)을 편집, 기록하고 종실(宗室, 왕의 친척)의 잘못을 조사 규탄하는 임무를 맡았다.

## 연혁
고려시대부터 존재하였으며 1864년(고종 1년)에 종친부에 통합되었다.

## 구성
| 품계              | 관직           | 정원 | 비고 |
| ----------------- | -------------- | ---- | ---- |
| 정1품             | 도제조(都提調) | 2명  |      |
| 종1품,정2품,종2품 | 제조(提調)     | 2명  |      |
| 정3품             | 정(正)         | 1명  |      |
| 종4품             | 첨정(僉正)     | 1명  |      |
| 종6품             | 주부(主簿)     | 1명  |      |
| 종7품             | 직장(直長)     | 1명  |      |

## 참고 문헌
- 『태조실록(太祖實錄)』
- 『태종실록(太宗實錄)』
- 『세종실록(世宗實錄)』
- 『세조실록(世祖實錄)』
- 『경국대전(經國大典)』
- 『대전회통(大典會通)』
- 『증보문헌비고(增補文獻備考)